# Phyllonycterinae
Phyllonycterinae — підродина ссавців родини листконосові (Phyllostomidae), ряду лиликоподібні (Vespertilioniformes, seu Chiroptera).

## Морфологія
Їх хутро сріблясте або жовтувате. Ці тварини досягають довжини тіла 65-83 мм й від 7 до 17 міліметрів завдовжки хвіст.

## Поширення
Живуть на Багамських островах і Великих Антильських островах.

## Поведінка
Сплять протягом дня в печерах, часто групами по кілька сотень особин. Вночі вирушають на пошуки їжі, і вони не дуже прискіпливі: їдять фрукти, нектар, пилок і комах.

## Систематика
- Рід Erophylla
  - Erophylla bombifrons 
  - Erophylla sezekorni
- Рід Phyllonycteris
  - Phyllonycteris aphylla
  - † Phyllonycteris major
  - Phyllonycteris poeyi